# Boseň
Boseň (deutsch Bosin) ist eine Gemeinde mit 386 Einwohnern (1. Januar 2004) in Tschechien. Sie liegt 4 km südöstlich von Mnichovo Hradiště im nördlichen Teil des Okres Mladá Boleslav. Boseň befindet sich in 277 m ü. M. am Westrand des Landschaftsschutzgebietes Český ráj.
Die erste Erwähnung des Dorfes erfolgte im Jahre 1057.
Der größte Teil der Bevölkerung arbeitet in umliegenden Städten.

## Gemeindegliederung
Zur Gemeinde Boseň gehören neben Boseň selbst die Ortsteile Mužský (Mannsberg), Zápudov (Sabudow) und Zásadka (Sasadka).

## Sehenswürdigkeiten
Zu den Sehenswürdigkeiten zählt die Ruine der Felsenburg Valečov (erbaut 1316) und die barocke St. Wenzelskirche von 1729 in Boseň, beide unter Denkmalschutz, sowie der 463 m hohe Berg Mužský. Neben der Bosiner Allee mit bis zu 300 Jahre alten Lindenbäumen ist auch die 31 m hohe Linde von Zásadka ein wertvoller und geschützter Baum.